# Új Köztársaság Párt
Az Új Köztársaság Párt (NRP) (afrikaans nyelven: Nuwe Republiekparty) egy dél-afrikai politikai párt volt. A feloszlatott Egyesült Párt (UP) utódjaként jött létre 1977-ben, majd később egyesült a Demokratikus Párttal. Szavazóbázisuk főként Natal tartományban volt jelen, igyekeztek mérsékelt politikát folytatni a két rivalizáló párt, a Progresszív Föderális Párt és a Nemzeti Párt között.

## Konfliktusa a PFP-vel
Az apartheidellenes Progresszív Föderális Párt „teljesen rasszistának” tekintette az NRP-t, és a két párt nyíltan „háborút üzent” egymásnak. Miután az NRP visszalépett egy időközi választáson, amelyet a Nemzeti Párt nyert meg, a PFP azzal vádolta az NRP-t, hogy titokban együttműködik az NP-vel "közös ellenségük", a PFP legyőzése érdekében.

## Céljai
Az NRP elsődleges politikája egy többkamarás parlament bevezetése volt, egy-egy kamarával a fehérek, a kevert etnikumúak, az indiaiak és a városi négerek számára. 1982-ben azonban a kormány bejelentette egy háromkamarás parlament létrehozásának terveit, amelyben a fehérek, a kevert etnikumúak és az indiaiak kapnának képviseletet. A háromkamarás parlament bevezetésének szembetűnő hasonlósága az NRP politikájával azt jelentette, hogy egyre nehezebb volt mérsékelt irányt találni az NP és a liberális PFP között.
Az NRP 1988-as feloszlatásakor Sutton azt javasolta, hogy a párt tagjai támogassák Denis Worrall Független Pártját. Az IP és más NRP-maradványok később egyesültek a PFP-vel, és megalakították a Demokratikus Pártot.

## Választási eredményei
| Év   | Szavazatok | %     | Mandátumok | Helyezés | Státusz  |
| ---- | ---------- | ----- | ---------- | -------- | -------- |
| 1977 | 127 335    | 12,15 | 10 / 164   | 3/5      | Ellenzék |
| 1981 | 93 603     | 6,93  | 8 / 165    | 4/5      | Ellenzék |
| 1987 | 40 494     | 1,98  | 1 / 166    | 5/5      | Ellenzék |

## Vezetői
| # | Név                               | Terminus | Terminus |
| # | Név                               | Kezdete  | Vége     |
| - | --------------------------------- | -------- | -------- |
| 1 | De Villiers Graaff (ideiglenesen) | 1977     | 1977     |
| 2 | Radclyffe Cadman                  | 1977     | 1977     |
| 3 | Vause Raw                         | 1977     | 1984     |
| 4 | Bill Sutton                       | 1984     | 1988     |

## Fordítás
Ez a szócikk részben vagy egészben  a   New Republic Party (South Africa) című angol Wikipédia-szócikk ezen változatának fordításán alapul.  Az eredeti cikk szerkesztőit annak laptörténete sorolja fel. Ez a jelzés csupán a megfogalmazás eredetét és a szerzői jogokat jelzi, nem szolgál a cikkben szereplő információk forrásmegjelöléseként.